# ケイコ・アジェナ
ケイコ・アジェナ（Keiko Agena、本名：Christine Keiko Agena、1973年8月3日 - ） は、ハワイ州ホノルル出身の日系アメリカ人の女優である。

## 私生活
10歳の頃から舞台に立つ。オアフ島にある私立Mid-Pacific Institute高校を卒業し、ホイットマン大学で演劇を専攻。2匹の猫を飼っており、ロサンゼルス周辺でオートバイを乗り回すことを楽しみ、hereandnowという名のアジア系アメリカ人の劇団に参加している。2005年12月19日、ネバダ州ラスベガスの上空を飛ぶヘリコプターの中で、シン・カワサキと結婚した。

## 経歴
アジェナはテレビシリーズ『ギルモア・ガールズ』にでてくるレーンという主要登場人物の親友である韓国系アメリカ人の少女を演じた。このシリーズが始まったときアジェナは27歳だったが、レーンは16歳の少女という設定だった。
『フェリシティの青春』にも出演し、Ammy Awardで最優秀女優賞を受賞。これはアジア人及びアジア系アメリカ人にとって名誉ある功績である。
また、ディズニーのアニメシリーズ『キム・ポッシブル』では、第2,3,4シーズンに登場するヨリの声を当てた。
Mo'Nique主演の映画『Hair Show』ではジュンニを演じ、近年では『Private Practice』にゲスト出演した。
『ベター・コール・ソウル』ではヴィオラ役を演じている。
プロディカル サンではエドリサ タナカ役を演じている。